# Khalid ben Mohammed al Ankary
Khalid ben Mohammed al Ankary (arabe : خالد بن محمد العنقري), né en 1952 à Djeddah (Arabie saoudite), est un diplomate et homme politique saoudien, ministre des Affaires municipales et rurales de 1990 à 1991, ministre de l'Enseignement supérieur de 1991 à 2014 et ambassadeur d'Arabie saoudite en France de 2016 à 2020. 

## Biographie

### Études
Khalid ben Mohammed al Ankary est né en 1952 à Djeddah. Il étudie à l'université de Floride, dont il est titulaire d'un doctorat en géographie obtenu en 1981.

### Carrière
À la fin de ses études, Khalid ben Mohammed al Ankary retourne en Arabie saoudite et travaille comme professeur assistant à l'université du Roi-Saoud de Riyad jusqu'en 1983. 
Il entre en politique en devenant vice-ministre des Affaires municipales et rurales en décembre 1983,.
En 1991, Khalid ben Mohammed al Ankary est nommé à la tête du ministère de l'Enseignement supérieur (en),. Il met en place les programmes de développement de l'accès à l'éducation et aux études supérieures pour les jeunes femmes saoudiennes, et déploie des plateformes de formation en ligne et de formation à distance pour sept universités saoudiennes. En 2014, le roi Abdallah le remplace à ce poste par Khaled Abdallah as-Sabti (ar). 

### Ancien ambassadeur d'Arabie saoudite en France
Le 15 février 2016, Khalid ben Mohammed al Ankary est nommé ambassadeur d'Arabie saoudite en France, succédant à Mohammed ben Ismaïl de la lignée des Al ach-Cheikh,. Sa mission est de créer une coopération multidisciplinaire avec la France, de promouvoir le tourisme en Arabie saoudite, de favoriser les échanges au niveau des universités et des pôles de recherche, et d'unifier les points de vue sur les conflits moyen-orientaux et la lutte contre le terrorisme aux côtés de la France,. 
L'ambassade saoudienne organise des évènements culturels et artistiques mêlant les cultures des deux pays, en lançant la première exposition du MiSK Art à l'UNESCO en octobre 2017 et l'exposition d'art saoudien à la YIA art fair. Khalid ben Mohammed al Ankary assure la représentation du royaume lors du salon Livre Paris 2018.

## Vie privée
Khalid ben Mohammed al Ankary est marié à Mohdi Al Ibrahim, fille de l'investisseur Walid Al Ibrahim (en) et sœur de la femme du roi Fahd Al Jawhara bint Ibrahim Al Ibrahim (en). Le couple a 8 enfants.